# 民族藝術薪傳獎
民族藝術薪傳獎是於1985年發佈的獎項，簡稱「薪傳獎」，是中華民國教育部為保存、維護及發揚固有傳統民族藝術文化所設立的獎項。依據「文化資產保存法行細則」的說明：獲獎人均是「足以表現民族及地方特色之傳統技術及藝能，包括編織、刺繡、窯藝、琢玉、木作、髹漆、竹木牙雕、裱褙、版刻、造紙、摹拓、作筆製墨、戲曲、古樂、歌謠、說唱、雜技等。」
所稱的民族藝術，係指「民族及地方特有之藝術」，而保存「民族藝術」的目的，不僅止於保存重要且有文化、歷史、藝術，甚至是具有科學價值的工藝製作技術、傳統藝能傳承者的「技」與「藝」，也在保存反應精神表達的藝術活動。
「民族藝術薪傳獎」共舉辦了十屆，計一百三十二人及四十二個團體得獎，獲獎人作品包括竹器、木雕、燈籠、交趾陶、石灣陶、漆器、油紙傘、粧佛、陶瓷、銅鑼製作、中國傳統製墨、神像雕刻、宗教建築、錫器、硯雕、漆雕、籐竹器、木器、剪紙、捏麵彩繪、編織、古蹟修復、民間彩繪、竹編、寺廟彩繪、傳統彩繪等項，作為「傳統藝術在台灣」的代表，目前依然健在的藝師有四十餘人。對弘藝傳薪凝聚民族情感有莫大之助益。